# Allotria-huset
Den 1. maj 1982 blev Allotria-huset i Korsgade 45 på Nørrebro i København besat. I huset etableredes kollektiver, og det lukkede værtshus i stuen blev genåbnet af bz'erne. Stedet blev blandt andet spillested for punkmusik.
Den 11. januar 1983 kl. 9:00 blev en container med politifolk hejst op i 3. sals højde ved Allotria, herfra gennembrød politiet muren og kom ind i huset. Politiet fungerede som saneringsarbejdere og gjorde huset ubeboeligt. Ca. 1000 politifolk deltog. Det gik op for politiet, at huset var tomt. Bz'erne havde forladt det via en hjemmegravet tunnel under Korsgade. Ideen til tunnelen kom fra en bog om en fangeflugt fra en tysk fangelejr under 2. verdenskrig.
"Vi bestemmer selv hvornår vi vil slås" stod der på bz'ernes banner som var hængt ud af vinduet. 35 bz'ere kom op gennem gulvet i blikkenslagerbutikken overfor Allotria og forsvandt på ladet af en ventende lastbil. Kl. 15 var huset revet ned. Lille Fjer, der var nabohus til Allotria, blev også revet ned. Huset Safari rømmedes uden modstand.